# The Refreshments
Cet article concerne le groupe suédois. Pour le groupe originaire d'Arizona, voir The Refreshments (groupe américain).
The Refreshments est un groupe de rock 'n' roll suédois formé en 1989 à Gävle, en nomination pour des Grammy Awards. Composé de cinq membres, ils sont particulièrement connus pour leurs chansons originales intitulées Miss You Miss Belinda et One Dance, One Rose, One Kiss.

## Biographie
Au cours de leurs premières années, ils jouent principalement des reprises musicales des années 1950. Leur premier album de 1995, Both Rock 'n' Roll, est suivi en 1997 par Trouble Boys. Les deux albums ont été produits par Billy Bremner, qui a également joué dans le groupe pendant quelques années.
Onze des quatorze chansons originales du groupe, en 2011, ont été écrites par le bassiste Joakim Arnell,,. En 2003, leur nouvel album Rock 'n' Roll X-mas est classé à la première place des classements suédois. The Refreshments ont également travaillé avec Dave Edmunds, une collaboration ayant aboutie à l'album live A Pile of Rock. Le groupe a également joué un morceau de musique country occasionnelle, ainsi qu'avec le légendaire guitariste britannique Albert Lee ; le pianiste Johan Blohm a rejoint ses rangs, tout en publiant deux albums solo.
Johan Blohm est notamment connu pour sa création et interprétation au piano du morceau JB's Boogie, visualisé plus de 20 millions de fois sur YouTube en avril 2021 (24,9 millions début septembre 2024).

## Discographie

### Albums
- 1995 : Both Rock 'n' Roll
- 1997 : Trouble Boys
- 1999 : Are You Ready
- 2000 : Musical Fun for Everyone
- 2001 : Real Songs on Real Instruments
- 2001 : Here We Are - Best of The Refreshments
- 2003 : On the Rocks
- 2003 : Rock 'n' Roll X-Mas
- 2004 : Easy to Pickup Hard to Put Down
- 2006 : 24-7
- 2006 : It's Gotta Be Both Rock and Roll
- 2008 : Jukebox - Refreshing Classics
- 2009 : A Band's Gotta Do What A Band's Gotta Do
- 2011 : Ridin' Along with the Refreshments
- 2012 : Highways and Biways
- 2013 : Let It Rock - The Chuck Berry Tribute

Avec d'autres artistes :
- 1997 : A Pile of Rock - Live (groupe avec Dave Edmunds)
- 2001 : Brit Rock - Back On Track (groupe avec Dave Edmunds, Steve Gibbons, Billy Bremner et Mickey Jupp)

### Singles
- 2014 : Hallelujah

## Films
- 2004 : One Night With The Refreshments Live in Concert
- 2005 : The Refreshments Live